# Hepworth (West Yorkshire)
Hepworth – wieś w Anglii, w hrabstwie ceremonialnym West Yorkshire, w dystrykcie metropolitalnym Kirklees. Leży 31 km na południowy zachód od miasta Leeds i 253 km na północny zachód od Londynu.